# Habitatge al carrer Montsalvatge, 24 (Olot)
L'Habitatge al carrer Montsalvatge, 24 és una casa d'Olot (Garrotxa) inclosa a l'Inventari del Patrimoni Arquitectònic de Catalunya.

## Descripció
És una casa entre mitgeres de planta rectangular i teulat a dues aigües. Disposa de planta baixa, dos pisos i golfes. La primera té la porta descentrada i dues finestres. Una motllura d'estuc la separa del primer pis, que disposa de balcó central, amb baranes de fundició i portes de fusta de l'època decorada amb motius florals, sostingut per dues mènsules ornades amb fullatges estilitzats i a cada costat té una finestra. Cal tindre en compte les motllures i sanefes, horitzontals i verticals, que decoren la façana. Recentment ha estat restaurada, ressaltant el joc cromàtic entre les decoracions i els murs estucats.

## Història
A començaments del nostre segle, a Olot convivien el Modernisme i el Noucentisme. Aquest darrer, amb les seves diferents corrents i contradiccions, tindrà la seva puntual aplicació a la capital de la Garrotxa. L'ala més típica i normativa es trobà representada pel Grup Escolar Malagrida i la Biblioteca Popular de la Mancomunitat (avui desapareguda). Una altra corrent noucentista s'entroncà amb l'arquitectura europea del moment i fou representada per l'arquitecte Rafael Masó. Hi havia un tercer grup que accentuà els aspectes eclèctics, historicistes i, fins i tot, acadèmics.